# Tottenham (Australia)
Tottenham – miasto w Australii, w stanie Nowa Południowa Walia.